# Д̣
Cette page contient des caractères spéciaux ou non latins. S’ils s’affichent mal (▯, ?, etc.), consultez la page d’aide Unicode.
Д̣ (minuscule : д̣), appelé dé point souscrit, est une lettre additionnelle de l’alphabet cyrillique utilisée en wakhi et dans la cyrillisation de l’alphabet arabe. Elle est composée du dé ‹ Д › diacrité d’un point souscrit.

## Utilisations
Dans certaines cyrillisations de l’alphabet arabe, dont celle développée par Ignati Kratchkovski, le dé point souscrit ‹ д̣ › translittère le ḍād ‹ ﺽ ›.

## Représentation informatique
Le dé point souscrit peut être représenté avec les caractères Unicode suivants :
- décomposé (cyrillique, diacritiques)[1],[2] :

| formes    | représentations | chaînes de caractères | points de code | descriptions                                              |
| --------- | --------------- | --------------------- | -------------- | --------------------------------------------------------- |
| capitale  | Д̣               | Д◌̣                    | U+0414 U+0323  | lettre majuscule cyrillique dé diacritique point souscrit |
| minuscule | д̣               | д◌̣                    | U+0434 U+0323  | lettre minuscule cyrillique dé diacritique point souscrit |